# Hello, I Must Be Going!
| Recensione | Giudizio |
| ---------- | -------- |
| AllMusic   |          |

Hello, I Must Be Going! è il secondo album in studio del cantante britannico Phil Collins, pubblicato il 1º novembre 1982 dall'etichetta discotgrafica Atlantic Records.

## Descrizione
Il singolo di lancio per questo album è stato Thru These Walls, dove analogamente al successo dell'estate precedente In the Air Tonight, viene messa in risalto la batteria. Il singolo successivo You Can't Hurry Love, che ripropone il famoso brano delle Supremes, è diventato il primo singolo di Collins a raggiungere la vetta della classifica britannica dei singoli.
L'album trae il titolo dalla canzone omonima dei fratelli Marx presente nel film Animal Crackers del 1930.

## Tracce
Testi e musiche di Phil Collins, eccetto dove indicato.
1. I Don't Care Anymore – 5:00
2. I Cannot Believe It's True – 5:14
3. Like China – 5:05
4. Do You Know, Do You Care? – 4:57
5. You Can't Hurry Love – 2:50 (Holland-Dozier-Holland)
6. It Don't Matter to Me – 4:12
7. Thru These Walls – 5:02
8. Don't Let Him Steal Your Heart Away – 4:43
9. The West Side – 4:59
10. Why Can't It Wait 'Til Morning – 3:01

## Formazione
Musicisti
- Phil Collins – voce, batteria (brani 1–9), percussioni (brani 2, 6 e 9), tastiera (brani 1–4, 6, 7, 9), basso (brani 1, 4 e 9), pianoforte (brani 8 e 10), chitarra ritmica (brano 3), tromba (brano 4), timpani (brano 4), tamburello (brano 5), marimba (brano 7)
- Daryl Stuermer – chitarra (brani 1–9)
- John Giblin – basso (brani 2, 3, 5 e 8)
- Mo Foster – basso (brani 6 e 7)
- J. Peter Robinson – pianoforte, vibrafono, glockenspiel (brano 5)
- The Phenix Horns:
  - Michael Harris – tromba (brani 2, 6 e 9)
  - Rahmlee Michael Davis – tromba (brani 2, 6 e 9)
  - Don Myrick – sassofono tenore, sassofono contralto (brani 2, 6 e 9)
  - Louis Satterfield – trombone (brani 2, 6 e 9)

Personale tecnico
- Phil Collins – produzione
- Hugh Padgham – produzione, ingegneria del suono
- Mike Ross, Howard Gray – ingegneria del suono (assistenti)
- Ian Cooper – mastering
- Trevor Key – fotografia

## Classifiche
| Classifica (1982) | Posizione massima |
| ----------------- | ----------------- |
| Australia         | 15                |
| Canada            | 1                 |
| Francia           | 4                 |
| Germania          | 6                 |
| Italia            | 12                |
| Norvegia          | 4                 |
| Nuova Zelanda     | 20                |
| Paesi Bassi       | 3                 |
| Regno Unito       | 2                 |
| Spagna            | 3                 |
| Stati Uniti       | 8                 |
| Svezia            | 7                 |
| Svizzera          | 17                |